# Noormarkku
Noormarkku (in svedese Norrmark) è stato un comune finlandese di 6 087 abitanti, situato nella regione della Satakunta.
È stato soppresso nel 2010 ed è ora compreso nel comune di Pori.
Il paese è particolarmente conosciuto per la presenza di Villa Mairea, capolavoro organicista dell'architetto finlandese Alvar Aalto.
 Ha dato i natali alla pittrice Elin Danielson Gambogi (1861-1919).